# Liste der Kulturdenkmale in Stadtilm
Die Liste der Kulturdenkmale in Stadtilm enthält die Kulturdenkmale auf dem Gebiet der Stadt Stadtilm im thüringischen Ilm-Kreis und ihrer Ortsteile (Stand: September 2020). Die folgenden Angaben ersetzen nicht die rechtsverbindliche Auskunft der Denkmalschutzbehörde.

## Legende
- Bild: zeigt ein Bild des Kulturdenkmals und gegebenenfalls einen Link zu weiteren Fotos des Kulturdenkmals im Medienarchiv Wikimedia Commons
- Bezeichnung: Name, Bezeichnung oder die Art des Kulturdenkmals
- Lage: Wenn vorhanden Straßenname und Hausnummer des Kulturdenkmals; Grundsortierung der Liste erfolgt nach dieser Adresse. Der Link Karte führt zu verschiedenen Kartendarstellungen und nennt die Koordinaten des Kulturdenkmals.
 Kartenansicht, um Koordinaten zu setzen – in dieser Kartenansicht sind Kulturdenkmale ohne Koordinaten mit einem roten bzw. orangen Marker dargestellt und können in der Karte gesetzt werden. Kulturdenkmale ohne Bild sind mit einem blauen bzw. roten Marker gekennzeichnet, Kulturdenkmale mit Bild mit einem grünen bzw. orangen Marker.
- Datierung: gibt das Jahr der Fertigstellung beziehungsweise das Datum der Erstnennung oder den Zeitraum der Errichtung an
- Beschreibung: bauliche und geschichtliche Einzelheiten des Kulturdenkmals, vorzugsweise die Denkmaleigenschaften
- ID: Die ID identifiziert das Kulturdenkmal eindeutig. In Thüringen sind aktuell keine IDs veröffentlicht. In der ID-Spalte kann sich auch folgendes Icon  befinden, dies führt zu Angaben zu diesem Kulturdenkmal bei Wikidata.

## Ensembles gem. § 2 Abs. 2 ThürDSchG

### Stadtilm
| Bild            | Bezeichnung | Lage | Datierung | Beschreibung | ID |
| --------------- | ----------- | --- | --------- | ------------ | -- |
| Fotos hochladen | Altstadt    | Erfurter Straße, Fröbelstraße, Hospitalstraße, Johann-Sebastian-Bach-Straße, Karl-Liebknecht-Straße, Marktplatz, Nesselbusch, Obere Marktstraße, Rosenstraße, Rudolstädter Straße, Straße der Einheit, Thomas-Mann-Straße, Untere Marktstraße, Weimarische Straße |           |              |    |

### Ehrenstein
| Bild | Bezeichnung          | Lage | Datierung | Beschreibung | ID |
| ---- | -------------------- | --- | --------- | ------------ | -- |
| BW   | Ortslage & Burgruine | Ehrenstein 1, 2, 3, 4, 5, 6, 7, 8, 9, 10, 10a, 11, 12, 13, 14, 15, 15a, 16, 18, 19, 20, 21, 22, 23, 24, 25, 26, 27, 28, 33, 34, 35, 36, 37, 38, 39, 40, 41, 42, 42a, 44 (Karte) |           |              |    |

### Gösselborn
| Bild                                    | Bezeichnung | Lage                                                                                | Datierung | Beschreibung | ID |
| --------------------------------------- | ----------- | ----------------------------------------------------------------------------------- | --------- | ------------ | -- |
| Direkt Bild zu diesem Denkmal hochladen | Ortslage    | Dorfstraße 1, 2, 3, 4, 5, 6, 8, 9, 10, 11, 12, 13, 15, 15a, 16, 18, 18a, 19, 20, 22 |           |              |    |

### Nahwinden
| Bild                                    | Bezeichnung | Lage                                      | Datierung | Beschreibung | ID |
| --------------------------------------- | ----------- | ----------------------------------------- | --------- | ------------ | -- |
| Direkt Bild zu diesem Denkmal hochladen | Ortslage    | Dorfstraße 1, 1a, 1b, 2, 3, 4, 5, 18, 18a |           |              |    |

## Kulturdenkmale nach Ortsteilen gem. § 2 Abs. 1 ThürDSchG

### Stadtilm
| Bild                                    | Bezeichnung                                                  | Lage                                                                       | Datierung | Beschreibung | ID |
| --------------------------------------- | ------------------------------------------------------------ | -------------------------------------------------------------------------- | --------- | ------------ | -- |
| Fotos hochladen                         | Einzelgräber für Unbekannte                                  | Friedhof                                                                   |           |              |    |
| Fotos hochladen                         | Gemeinschaftsgrab für sieben Unbekannte                      | Friedhof                                                                   |           |              |    |
| Fotos hochladen                         | OdF-Mahnmal                                                  | Koordinaten fehlen! Hilf mit.                                              |           |              |    |
| weitere Bilder Fotos hochladen          | Methfessel-Denkmal                                           | Markt (Karte)                                                              |           |              |    |
| weitere Bilder Fotos hochladen          | Eisenbahnviadukt                                             | (Karte)                                                                    | 1893      |              |    |
| weitere Bilder Fotos hochladen          | Zinsboden                                                    | Koordinaten fehlen! Hilf mit.                                              |           |              |    |
| weitere Bilder Fotos hochladen          | Rathaus                                                      | Straße der Einheit 1, 99326 Stadtilm (Karte)                               |           |              |    |
| weitere Bilder Fotos hochladen          | Stadtkirche                                                  | (Karte)                                                                    |           |              |    |
| weitere Bilder Fotos hochladen          | Stadtbefestigung                                             | Koordinaten fehlen! Hilf mit.                                              |           |              |    |
| Direkt Bild zu diesem Denkmal hochladen | Ofenplatte                                                   | Am Andreasberg 1                                                           |           |              |    |
| weitere Bilder Fotos hochladen          | Wohnhaus                                                     | Bahnhofstraße 35                                                           |           |              |    |
| Direkt Bild zu diesem Denkmal hochladen | Gehöft                                                       | Erfurter Straße 49                                                         |           |              |    |
| Fotos hochladen                         | Wohnhaus, ehemaliges Pfarrhaus                               | Friedrich-Fröbel-Straße 11                                                 |           |              |    |
| Direkt Bild zu diesem Denkmal hochladen | Wohnhaus                                                     | Friedrich-Fröbel-Straße 23                                                 |           |              |    |
| Direkt Bild zu diesem Denkmal hochladen | Mälzereikeller                                               | Hinterm Schloß 1                                                           |           |              |    |
| weitere Bilder Fotos hochladen          | Wohnhaus & Hospital                                          | Hospitalstraße 1 (Karte)                                                   |           |              |    |
| weitere Bilder Fotos hochladen          | Feuerwehrhaus                                                | Kastanienallee 2                                                           |           |              |    |
| Direkt Bild zu diesem Denkmal hochladen | Gebäude                                                      | Lindenstraße 4                                                             |           | gestrichen   |    |
| Direkt Bild zu diesem Denkmal hochladen | Wohnhaus                                                     | Lohmühlenweg 29                                                            |           |              |    |
| Direkt Bild zu diesem Denkmal hochladen | Wohnhaus & Keller                                            | Markt 5                                                                    |           |              |    |
| Fotos hochladen                         | Wohn- und Geschäftshaus & Gehöft                             | Markt 12                                                                   |           |              |    |
| Direkt Bild zu diesem Denkmal hochladen | Wohnhaus                                                     | Markt 17 / 19                                                              |           |              |    |
| Direkt Bild zu diesem Denkmal hochladen | Tür & Türgewände                                             | Markt 21                                                                   |           |              |    |
| Direkt Bild zu diesem Denkmal hochladen | Wohnhaus                                                     | Markt 33                                                                   |           |              |    |
| weitere Bilder Fotos hochladen          | Eckoldtsbrunnen                                              | Markt (Karte)                                                              |           |              |    |
| Direkt Bild zu diesem Denkmal hochladen | Denkmal (sogenannte Todesmarschstele)                        | Maxim-Gorki-Straße/Baumallee                                               |           |              |    |
| Direkt Bild zu diesem Denkmal hochladen | Schützenhaus & Ratskeller                                    | Rudolstädter Straße 26                                                     |           |              |    |
| Direkt Bild zu diesem Denkmal hochladen | Gehöft                                                       | Rudolstädter Straße 8                                                      |           |              |    |
| Direkt Bild zu diesem Denkmal hochladen | Chausseehaus                                                 | Schwarzburger-Straße 1                                                     |           |              |    |
| Direkt Bild zu diesem Denkmal hochladen | Amtsgericht                                                  | Straße der Einheit 3                                                       |           |              |    |
| Direkt Bild zu diesem Denkmal hochladen | Villa                                                        | Teichgartenstraße 14                                                       |           |              |    |
| Direkt Bild zu diesem Denkmal hochladen | Wohnhaus                                                     | Untere Marktstraße 1                                                       |           |              |    |
| Direkt Bild zu diesem Denkmal hochladen | Wohnhaus                                                     | Untere Marktstraße 9                                                       |           |              |    |
| Direkt Bild zu diesem Denkmal hochladen | Haustür                                                      | Untere Marktstraße 12                                                      |           |              |    |
| Direkt Bild zu diesem Denkmal hochladen |                                                              | Untere Marktstraße 24 / 26                                                 |           |              |    |
| Direkt Bild zu diesem Denkmal hochladen | Raum & Hauszeichen                                           | Weimarische Straße 8                                                       |           |              |    |
| Direkt Bild zu diesem Denkmal hochladen | Wohnhaus                                                     | Weimarische Straße 12                                                      |           |              |    |
| Direkt Bild zu diesem Denkmal hochladen | Haustür & Einfassung                                         | Weimarische Straße 25                                                      |           |              |    |
| Direkt Bild zu diesem Denkmal hochladen | Fabrikantenvilla, ehemaliges Gelatinewerk Meissner u. Co. KG | Weimarische Straße 56                                                      |           | gestrichen   |    |
| Direkt Bild zu diesem Denkmal hochladen | Schuhfabrik Voigt                                            | Weimarische Straße 56                                                      |           |              |    |
| Direkt Bild zu diesem Denkmal hochladen | Wohn- und Geschäftshaus                                      | Weimarische Straße 54                                                      |           |              |    |
| Direkt Bild zu diesem Denkmal hochladen | Fabrikgebäude                                                | Weimarische Straße 56 A                                                    |           | gestrichen   |    |
| Direkt Bild zu diesem Denkmal hochladen | Heizungsanlage                                               | Ostseite des Rathauses, Baugrund Kloster zwischen Zinsboden und Stadtmauer |           | Bodendenkmal |    |
| Direkt Bild zu diesem Denkmal hochladen | Höhensiedlung „Haumberg“                                     | Ca. 1,7 km südöstlich vom Ort                                              |           | Bodendenkmal |    |
| Direkt Bild zu diesem Denkmal hochladen | Burg / Wallanlage                                            | Ca. 2,5 km nördlich des Ortes auf der Nordspitze des Berges                |           | Bodendenkmal |    |

#### Oberilm
| Bild                                    | Bezeichnung                            | Lage                          | Datierung | Beschreibung | ID |
| --------------------------------------- | -------------------------------------- | ----------------------------- | --------- | ------------ | -- |
| Direkt Bild zu diesem Denkmal hochladen | Grabsteine für unbekannte KZ-Häftlinge | Friedhof                      |           |              |    |
| Direkt Bild zu diesem Denkmal hochladen | Ilmbrücke                              | Koordinaten fehlen! Hilf mit. |           |              |    |
| weitere Bilder Fotos hochladen          | Kirche                                 | (Karte)                       |           |              |    |
| Direkt Bild zu diesem Denkmal hochladen | Gasthaus                               | Hauptstraße 10                |           |              |    |
| Direkt Bild zu diesem Denkmal hochladen | Wohnhaus                               | Hauptstraße 4                 |           |              |    |
| Direkt Bild zu diesem Denkmal hochladen | Wohnhaus                               | Hauptstraße 5                 |           |              |    |
| Direkt Bild zu diesem Denkmal hochladen | Pumpstation, Saline Oberilm            | Morgenlaite                   |           | gestrichen   |    |
| Direkt Bild zu diesem Denkmal hochladen | Saline, Saline Oberilm                 | Saline 1, 2, 3                |           | gestrichen   |    |

### Behringen
| Bild                                    | Bezeichnung                                | Lage                                                  | Datierung | Beschreibung | ID |
| --------------------------------------- | ------------------------------------------ | ----------------------------------------------------- | --------- | ------------ | -- |
| Direkt Bild zu diesem Denkmal hochladen | Gehöft                                     | Hauptstraße 1                                         |           |              |    |
| Direkt Bild zu diesem Denkmal hochladen | Wohnhaus                                   | Hauptstraße 2                                         |           |              |    |
| Direkt Bild zu diesem Denkmal hochladen | Wohnhaus                                   | Hauptstraße 14                                        |           | abgerissen   |    |
| weitere Bilder Fotos hochladen          | Kirche & Ausstattung & Inventar & Kirchhof | Kirchgasse 6 (Karte)                                  |           |              |    |
| Direkt Bild zu diesem Denkmal hochladen | Wüstung „Oberbehringen“                    | Ca. 1 km südwestlich des Ortes auf der Autobahntrasse |           | Bodendenkmal |    |

### Cottendorf
| Bild                                    | Bezeichnung | Lage         | Datierung | Beschreibung | ID |
| --------------------------------------- | ----------- | ------------ | --------- | ------------ | -- |
| weitere Bilder Fotos hochladen          | Kirche      | (Karte)      |           |              |    |
| Direkt Bild zu diesem Denkmal hochladen | Wohnhaus    | 21           |           |              |    |
| Direkt Bild zu diesem Denkmal hochladen | Gehöft      | Cottendorf 1 |           |              |    |

### Dienstedt
| Bild                                    | Bezeichnung                                 | Lage                                                            | Datierung | Beschreibung | ID |
| --------------------------------------- | ------------------------------------------- | --------------------------------------------------------------- | --------- | ------------ | -- |
| Direkt Bild zu diesem Denkmal hochladen | Grabstätte für vier unbekannte KZ-Häftlinge | Friedhof                                                        |           |              |    |
| Direkt Bild zu diesem Denkmal hochladen | Waidstein                                   | Anger                                                           |           |              |    |
| weitere Bilder Fotos hochladen          | Kirche                                      | (Karte)                                                         |           |              |    |
| Direkt Bild zu diesem Denkmal hochladen | Ummauerung des Kirchhofs                    | Koordinaten fehlen! Hilf mit.                                   |           |              |    |
| Direkt Bild zu diesem Denkmal hochladen | Denkmal (sogenannte Todesmarschstele)       | Straße der Freundschaft                                         |           |              |    |
| weitere Bilder Fotos hochladen          | Waidmühlstein                               | Rudolstädter Straße (Karte)                                     |           |              |    |
| Direkt Bild zu diesem Denkmal hochladen | Schneide- und Kornmühle „Klunkermühle“      | Straße der Freundschaft 107                                     |           | gestrichen   |    |
| weitere Bilder Fotos hochladen          | Karsthöhle                                  | Ca. 1 km nordöstlich des Ortes, über der Ilm (Karte)            |           | Bodendenkmal |    |
| Fotos hochladen                         | Steinkreuz                                  | Westlich des Ortsrandes, an der Straße nach Ellichleben (Karte) |           | Bodendenkmal |    |
| weitere Bilder Fotos hochladen          | Steinkreuz                                  | Ortslage, Park an der Ilm (Karte)                               |           | Bodendenkmal |    |

### Döllstedt
| Bild                                    | Bezeichnung                                | Lage                 | Datierung | Beschreibung                      | ID |
| --------------------------------------- | ------------------------------------------ | -------------------- | --------- | --------------------------------- | -- |
| weitere Bilder Fotos hochladen          | Kirche & Ausstattung & Inventar & Kirchhof | Dorfstraße 1 (Karte) |           |                                   |    |
| Direkt Bild zu diesem Denkmal hochladen | Gehöft                                     | Dorfstraße 13        |           |                                   |    |
| Direkt Bild zu diesem Denkmal hochladen | Haustür & Keller & Wallanlage              | Dorfstraße 14        |           | gestrichen; nur noch Bodendenkmal |    |
| Direkt Bild zu diesem Denkmal hochladen | Wohnhaus                                   | Dorfstraße 15        |           |                                   |    |
| Direkt Bild zu diesem Denkmal hochladen | Wohnhaus & Tor                             | Dorfstraße 4         |           |                                   |    |
| Direkt Bild zu diesem Denkmal hochladen | Wohnhaus                                   | Dorfstraße 5         |           | gestrichen                        |    |
| Direkt Bild zu diesem Denkmal hochladen | Gehöft                                     | Dorfstraße 6         |           |                                   |    |
| Direkt Bild zu diesem Denkmal hochladen | Wasserburg (Niederungsburg)                | Ortslage             |           | Bodendenkmal                      |    |

### Dörnfeld an der Ilm
| Bild                                    | Bezeichnung                     | Lage                                   | Datierung | Beschreibung | ID |
| --------------------------------------- | ------------------------------- | -------------------------------------- | --------- | ------------ | -- |
| weitere Bilder Fotos hochladen          | Kirche & Ausstattung & Kirchhof | Kirche (Karte)                         |           |              |    |
| Direkt Bild zu diesem Denkmal hochladen |                                 | Brunnenstraße 6                        |           | gestrichen   |    |
| Direkt Bild zu diesem Denkmal hochladen | Wohnhaus                        | Brunnenstraße 8                        |           |              |    |
| Direkt Bild zu diesem Denkmal hochladen | ehemaliges Gutshaus             | Lindenstraße 14                        |           |              |    |
| Direkt Bild zu diesem Denkmal hochladen | Saalbau                         | Singer Straße 17                       |           |              |    |
| Fotos hochladen                         | Saline Oberilm, Bohrturm 3      | Unter der Leite                        |           |              |    |
| Direkt Bild zu diesem Denkmal hochladen | Saline Oberilm, Bohrturm 4      | Unter der Leite                        |           |              |    |
| weitere Bilder Fotos hochladen          | Wasserburg                      | Nördlicher Ortsrand, „Alte Kirchgasse“ |           | Bodendenkmal |    |

### Ehrenstein
| Bild                                    | Bezeichnung                                | Lage                         | Datierung | Beschreibung | ID |
| --------------------------------------- | ------------------------------------------ | ---------------------------- | --------- | ------------ | -- |
| Direkt Bild zu diesem Denkmal hochladen | Wasserbehälter                             | südöstlich des Ortes         |           |              |    |
| weitere Bilder Fotos hochladen          | Burgruine                                  | südöstlich des Ortes (Karte) |           | Bodendenkmal |    |
| weitere Bilder Fotos hochladen          | Kirche & Ausstattung & Inventar & Kirchhof | Ehrenstein (Karte)           |           |              |    |
| Direkt Bild zu diesem Denkmal hochladen | Amtshaus                                   | Ehrenstein 34                |           |              |    |
| Direkt Bild zu diesem Denkmal hochladen | Stall                                      | Ehrenstein 35                |           |              |    |
| Direkt Bild zu diesem Denkmal hochladen | Wohnhaus                                   | Ehrenstein 36                |           |              |    |
| Fotos hochladen                         | Inschrifttafel                             | Ehrenstein 37 (Karte)        |           |              |    |
| Direkt Bild zu diesem Denkmal hochladen | Wohnhaus                                   | Ehrenstein 38                |           |              |    |
| Direkt Bild zu diesem Denkmal hochladen | Wohnhaus                                   | Ehrenstein 6                 |           |              |    |
| Direkt Bild zu diesem Denkmal hochladen | Wüstung „Bunstal“                          | Ca. 1,6 km westlich          |           | Bodendenkmal |    |

### Geilsdorf
| Bild                                    | Bezeichnung                              | Lage                                                                            | Datierung | Beschreibung | ID |
| --------------------------------------- | ---------------------------------------- | ------------------------------------------------------------------------------- | --------- | ------------ | -- |
| Fotos hochladen                         | Einzelgräber für unbekannte KZ-Häftlinge | Friedhof                                                                        |           |              |    |
| weitere Bilder Fotos hochladen          | Kirche & Kirchhof                        | Dorfstraße (Karte)                                                              |           |              |    |
| Direkt Bild zu diesem Denkmal hochladen | Gehöft                                   | Dorfstraße 1                                                                    |           |              |    |
| Direkt Bild zu diesem Denkmal hochladen | Scheune                                  | Dorfstraße 2                                                                    |           |              |    |
| Direkt Bild zu diesem Denkmal hochladen | Wohnstallhaus & Stall                    | Dorfstraße 5                                                                    |           |              |    |
| Direkt Bild zu diesem Denkmal hochladen | Ortsbild                                 | Dorfstraße 14, 17, 18                                                           |           |              |    |
| Direkt Bild zu diesem Denkmal hochladen | Gehöft                                   | Dorfstraße 17                                                                   |           |              |    |
| Direkt Bild zu diesem Denkmal hochladen | Reihengräberfeld                         | Ca. 800 m nordöstlich des Ortes auf einem Geländeabsatz über dem Bahneinschnitt |           | Bodendenkmal |    |

### Gösselborn
| Bild                                    | Bezeichnung       | Lage                      | Datierung | Beschreibung | ID |
| --------------------------------------- | ----------------- | ------------------------- | --------- | ------------ | -- |
| Direkt Bild zu diesem Denkmal hochladen | Bierkeller        | nordöstlich des Ortes     |           |              |    |
| Direkt Bild zu diesem Denkmal hochladen | Quellgewölbe      | am nordöstlichen Ortsrand |           |              |    |
| weitere Bilder Fotos hochladen          | Kirche & Kirchhof | Dorfstraße (Karte)        |           |              |    |
| Direkt Bild zu diesem Denkmal hochladen | Gehöft            | Dorfstraße 10             |           |              |    |
| Direkt Bild zu diesem Denkmal hochladen | Wohnhaus          | Dorfstraße 12             |           |              |    |
| Fotos hochladen                         | Wohnhaus          | Dorfstraße 6 (Karte)      |           |              |    |

### Griesheim
| Bild                                    | Bezeichnung                                | Lage                                      | Datierung | Beschreibung | ID |
| --------------------------------------- | ------------------------------------------ | ----------------------------------------- | --------- | ------------ | -- |
| Fotos hochladen                         | Grabstätten unbekannter KZ-Häftlinge       | Friedhof                                  |           |              |    |
| Direkt Bild zu diesem Denkmal hochladen | Brunnen                                    | vor Ilmenauer Straße 12                   |           |              |    |
| Direkt Bild zu diesem Denkmal hochladen | Grabstein                                  | Kirchhof                                  |           |              |    |
| Direkt Bild zu diesem Denkmal hochladen | Gutsgebäude                                | Bücheloher Straße 16, 14, 12, 10, 8, 6, 4 |           |              |    |
| Direkt Bild zu diesem Denkmal hochladen |                                            | Kirchberg 10 A, 10                        |           |              |    |
| Direkt Bild zu diesem Denkmal hochladen | Inschrifttafel                             | Bücheloher Straße 12                      |           |              |    |
| Direkt Bild zu diesem Denkmal hochladen | Wohnhaus                                   | Bücheloher Straße 4                       |           |              |    |
| Direkt Bild zu diesem Denkmal hochladen | Mühlengehöft                               | Ilmenauer Straße 7                        |           | gestrichen   |    |
| Direkt Bild zu diesem Denkmal hochladen | Wohnhaus                                   | Ilmenauer Straße 8                        |           | gestrichen   |    |
| weitere Bilder Fotos hochladen          | Kirche & Ausstattung & Inventar & Kirchhof | Kirchberg 5 (Karte)                       |           |              |    |
| Direkt Bild zu diesem Denkmal hochladen | Gehöft                                     | Stadtilmer Straße 3                       |           | gestrichen   |    |
| Direkt Bild zu diesem Denkmal hochladen | Gehöft                                     | Willinger Weg 6                           |           |              |    |

### Großhettstedt
| Bild                                    | Bezeichnung                                            | Lage                          | Datierung | Beschreibung | ID |
| --------------------------------------- | ------------------------------------------------------ | ----------------------------- | --------- | ------------ | -- |
| Fotos hochladen                         | Brücke                                                 | südl. Ortseingang             |           |              |    |
| Direkt Bild zu diesem Denkmal hochladen | Gemeinschaftsgräber für sechs bzw. sieben KZ-Häftlinge | Friedhof                      |           |              |    |
| weitere Bilder Fotos hochladen          | Kirche                                                 | (Karte)                       |           |              |    |
| Direkt Bild zu diesem Denkmal hochladen | Ummauerung des Kirchhofes                              | Koordinaten fehlen! Hilf mit. |           |              |    |
| Direkt Bild zu diesem Denkmal hochladen | Portal                                                 | 39                            |           |              |    |
| Direkt Bild zu diesem Denkmal hochladen | Mauer mit Schießscharten                               | 41                            |           |              |    |
| Fotos hochladen                         | Gehöft                                                 | Großhettstedt 2               |           |              |    |
| Direkt Bild zu diesem Denkmal hochladen | Gehöft                                                 | Großhettstedt 6               |           |              |    |
| Fotos hochladen                         | Mühlengehöft                                           | Großhettstedt 24              |           |              |    |
| Fotos hochladen                         | Gehöft                                                 | Großhettstedt 31              |           |              |    |

### Großliebringen
| Bild                                    | Bezeichnung                                   | Lage                                                     | Datierung | Beschreibung | ID |
| --------------------------------------- | --------------------------------------------- | -------------------------------------------------------- | --------- | ------------ | -- |
| Direkt Bild zu diesem Denkmal hochladen | Grabstätte                                    | Friedhof                                                 |           |              |    |
| Direkt Bild zu diesem Denkmal hochladen | Grab eines polnischen Kriegsgefangenen        | Friedhof                                                 |           |              |    |
| weitere Bilder Fotos hochladen          | Kirche & Ausstattung & Inventar & Kirchhof    | (Karte)                                                  |           |              |    |
| Fotos hochladen                         | Spritzenhaus & Saal                           | Am Anger 9 (Karte)                                       |           |              |    |
| Direkt Bild zu diesem Denkmal hochladen | Pfarrhaus & Nebengebäude                      | Am Anger 7                                               |           |              |    |
| Direkt Bild zu diesem Denkmal hochladen | Wohnhaus & Kellergewölbe                      | Am Anger 2                                               |           |              |    |
| Direkt Bild zu diesem Denkmal hochladen | Haustür                                       | Prof.-Nöller-Straße 32                                   |           |              |    |
| weitere Bilder Fotos hochladen          | Edelhof                                       | Am Edelhof 5 (Karte)                                     |           |              |    |
| Direkt Bild zu diesem Denkmal hochladen | Wohnhaus                                      | Prof.-Nöller-Straße 17                                   |           |              |    |
| Direkt Bild zu diesem Denkmal hochladen | Wohnhaus & Portal                             | Prof.-Nöller-Straße 21                                   |           |              |    |
| Direkt Bild zu diesem Denkmal hochladen | Gehöft                                        | Prof.-Nöller-Straße 23                                   |           |              |    |
| Fotos hochladen                         | Wohnhaus & Nebengebäude                       | Prof.-Nöller-Straße 29                                   |           |              |    |
| Direkt Bild zu diesem Denkmal hochladen | Schule                                        | Prof.-Nöller-Straße 31                                   |           |              |    |
| Direkt Bild zu diesem Denkmal hochladen | Gehöft                                        | Prof.-Nöller-Straße 35 u. 37                             |           |              |    |
| Direkt Bild zu diesem Denkmal hochladen | Inschrifttafel                                | Prof.-Nöller-Straße 35 u. 37                             |           |              |    |
| Direkt Bild zu diesem Denkmal hochladen | Wohnhaus                                      | Prof.-Nöller-Straße 38                                   |           |              |    |
| Direkt Bild zu diesem Denkmal hochladen | Schmiede                                      | Teichecke 2                                              |           |              |    |
| Direkt Bild zu diesem Denkmal hochladen | Wüstung / ur- und frühgeschichtliche Siedlung | Ca. 800 m nordöstlich                                    |           | Bodendenkmal |    |
| Direkt Bild zu diesem Denkmal hochladen | Wüstung / ur- und frühgeschichtliche Siedlung | Ca. 1,5 km nordwestlich des Ortes, auf dem Geländerücken |           | Bodendenkmal |    |
| Direkt Bild zu diesem Denkmal hochladen | Abschnittswall                                | Ca. 2,2 km westlich                                      |           | Bodendenkmal |    |
| Direkt Bild zu diesem Denkmal hochladen | Wüstung „Wertendorf“                          | Ca. 1,7 km westlich                                      |           | Bodendenkmal |    |

### Hammersfeld
| Bild                                    | Bezeichnung | Lage          | Datierung | Beschreibung | ID |
| --------------------------------------- | ----------- | ------------- | --------- | ------------ | -- |
| Direkt Bild zu diesem Denkmal hochladen | Gehöft      | Dorfstraße 4  |           |              |    |
| Direkt Bild zu diesem Denkmal hochladen | Gehöft      | Dorfstraße 14 |           |              |    |
| Direkt Bild zu diesem Denkmal hochladen | Wohnhaus    | Dorfstraße 16 |           | gestrichen   |    |

### Hohes Kreuz
| Bild                           | Bezeichnung              | Lage                                       | Datierung | Beschreibung | ID |
| ------------------------------ | ------------------------ | ------------------------------------------ | --------- | ------------ | -- |
| weitere Bilder Fotos hochladen | Steinkreuz „Hohes Kreuz“ | Ca. 500 m südöstlich des Ortsteils (Karte) |           | Bodendenkmal |    |

### Kleinhettstedt
| Bild                           | Bezeichnung                                        | Lage                  | Datierung | Beschreibung | ID |
| ------------------------------ | -------------------------------------------------- | --------------------- | --------- | ------------ | -- |
| Fotos hochladen                | Gemeinschaftsgrab für drei unbekannte KZ-Häftlinge | Friedhof (Karte)      |           |              |    |
| weitere Bilder Fotos hochladen | Kirche                                             | (Karte)               |           |              |    |
| weitere Bilder Fotos hochladen | Mühlenanwesen                                      | Dorfstraße 44 (Karte) |           |              |    |

### Kleinliebringen
| Bild                                    | Bezeichnung                             | Lage     | Datierung | Beschreibung | ID |
| --------------------------------------- | --------------------------------------- | -------- | --------- | ------------ | -- |
| Direkt Bild zu diesem Denkmal hochladen | Gräber von KZ-Häftlingen                | Friedhof |           |              |    |
| Direkt Bild zu diesem Denkmal hochladen | Grab eines unbekannten Kriegsgefangenen | Friedhof |           |              |    |
| weitere Bilder Fotos hochladen          | Kirche                                  | (Karte)  |           |              |    |
| Direkt Bild zu diesem Denkmal hochladen | ehemaliges Schad'sches Gut              | 17       |           |              |    |
| Direkt Bild zu diesem Denkmal hochladen | Keller & Decke                          | 23       |           |              |    |

### Nahwinden
| Bild                                    | Bezeichnung                                | Lage                   | Datierung | Beschreibung | ID |
| --------------------------------------- | ------------------------------------------ | ---------------------- | --------- | ------------ | -- |
| Direkt Bild zu diesem Denkmal hochladen | Ehrenfriedhof                              | Dorfstraße             |           |              |    |
| weitere Bilder Fotos hochladen          | Kirche & Ausstattung & Inventar & Kirchhof | Dorfstraße (Karte)     |           |              |    |
| Direkt Bild zu diesem Denkmal hochladen | Wohnhaus                                   | Nahwinden 1            |           | gestrichen   |    |
| Direkt Bild zu diesem Denkmal hochladen | Wohnstallhaus                              | Nahwinden 2            |           |              |    |
| Direkt Bild zu diesem Denkmal hochladen | Wohnhaus                                   | Dorfstraße 3           |           |              |    |
| Direkt Bild zu diesem Denkmal hochladen | Wohnhaus                                   | Dorfstraße 4           |           | gestrichen   |    |
| Direkt Bild zu diesem Denkmal hochladen | Wohnhaus                                   | Dorfstraße 5           |           |              |    |
| Direkt Bild zu diesem Denkmal hochladen | Grab- und Gedenkstätte                     | gegenüber dem Kirchhof |           |              |    |

### Niederwillingen
| Bild                                    | Bezeichnung                                                                            | Lage                                                   | Datierung | Beschreibung | ID |
| --------------------------------------- | -------------------------------------------------------------------------------------- | ------------------------------------------------------ | --------- | ------------ | -- |
| Fotos hochladen                         | Grabstätten unbekannter KZ-Häftlinge                                                   | Friedhof                                               |           |              |    |
| Direkt Bild zu diesem Denkmal hochladen | Wohnhaus                                                                               | Alte Bahnhofstraße 14                                  |           |              |    |
| Direkt Bild zu diesem Denkmal hochladen | Bahnhofsgebäude (Empfangs- und Wohngebäude, Güterschuppen, Holzzaun, Toilettengebäude) | Am Bahnhof 1                                           |           |              |    |
| Direkt Bild zu diesem Denkmal hochladen | Brücke                                                                                 | Am Denkmal / Unter dem Berge                           |           |              |    |
| Direkt Bild zu diesem Denkmal hochladen | Portal                                                                                 | Am Denkmal 1                                           |           |              |    |
| Direkt Bild zu diesem Denkmal hochladen | Brücke über die Wipfra                                                                 | Dorfstraße / Kirchgasse                                |           |              |    |
| Direkt Bild zu diesem Denkmal hochladen | Torhaus                                                                                | Kirchstraße 2                                          |           |              |    |
| Direkt Bild zu diesem Denkmal hochladen | Gasthaus mit Saal und Nebengebäuden, ehemaliger „Thüringer Hof“                        | Schmiedegasse 1                                        |           |              |    |
| Direkt Bild zu diesem Denkmal hochladen | Wohnhaus & Scheune                                                                     | Schulstraße 1                                          |           |              |    |
| Direkt Bild zu diesem Denkmal hochladen | Wohnhaus                                                                               | Schulstraße 3                                          |           |              |    |
| weitere Bilder Fotos hochladen          | Kirche mit Ausstattung                                                                 | Schulstraße 4 (Karte)                                  |           |              |    |
| Direkt Bild zu diesem Denkmal hochladen | Ehemaliges Steinkreuz                                                                  | Ca. 600 m vom Ortsrand                                 |           | Bodendenkmal |    |
| Direkt Bild zu diesem Denkmal hochladen | Steinkreuz                                                                             | Östlicher Ortsrand, direkt an der Straße nach Stadtilm |           | Bodendenkmal |    |

### Oberwillingen
| Bild                                    | Bezeichnung             | Lage                  | Datierung | Beschreibung | ID |
| --------------------------------------- | ----------------------- | --------------------- | --------- | ------------ | -- |
| Direkt Bild zu diesem Denkmal hochladen | Brücke über die Wipfra  | Dorfstraße            |           |              |    |
| weitere Bilder Fotos hochladen          | Kirche                  | (Karte)               |           |              |    |
| Direkt Bild zu diesem Denkmal hochladen | Wohnhaus & Nebengebäude | 28                    |           |              |    |
| Direkt Bild zu diesem Denkmal hochladen | Wohnhaus                | Zum Willinger Berg 18 |           | gestrichen   |    |

### Oesteröda
| Bild                                    | Bezeichnung                | Lage         | Datierung | Beschreibung | ID |
| --------------------------------------- | -------------------------- | ------------ | --------- | ------------ | -- |
| Direkt Bild zu diesem Denkmal hochladen | Wasserbehälter             | Dorfstraße   |           | gestrichen   |    |
| Direkt Bild zu diesem Denkmal hochladen | Wohnhaus & Umfassungsmauer | Dorfstraße 1 |           |              |    |

### Singen
| Bild                                    | Bezeichnung                                             | Lage                                   | Datierung | Beschreibung | ID |
| --------------------------------------- | ------------------------------------------------------- | -------------------------------------- | --------- | ------------ | -- |
| Direkt Bild zu diesem Denkmal hochladen | Dorfanger                                               | Koordinaten fehlen! Hilf mit.          |           |              |    |
| Fotos hochladen                         | Grab Friedrich Schönheit                                | Friedhof                               |           |              |    |
| Direkt Bild zu diesem Denkmal hochladen | Fuhrmannsschenke                                        | Alte Straße 14                         |           |              |    |
| weitere Bilder Fotos hochladen          | Zeppelinhalle (Halle des Sägewerks mit hist. Maschinen) | Außerhalb 1                            |           |              |    |
| weitere Bilder Fotos hochladen          | Brauerei                                                | Brauereiweg 1 (Karte)                  |           |              |    |
| Fotos hochladen                         | Pfarrhaus                                               | Friedrich-Schönheit-Straße 4           |           |              |    |
| weitere Bilder Fotos hochladen          | Kirche mit Kirchhof & ehemalige Schule                  | Friedrich-Schönheit-Straße 6 (Karte)   |           |              |    |
| Direkt Bild zu diesem Denkmal hochladen | Wohnhaus                                                | Sommersrand 2                          |           |              |    |
| Direkt Bild zu diesem Denkmal hochladen | Torfahrt                                                | Zum Anger 6                            |           |              |    |
| Fotos hochladen                         | Torfahrt                                                | Zum Anger 13 (Karte)                   |           |              |    |
| Fotos hochladen                         | Kirchhofeinfriedung                                     | Dorfstraße                             |           |              |    |
| Fotos hochladen                         | Steinkreuz                                              | Ortslage, Kirchhof                     |           | Bodendenkmal |    |
| Direkt Bild zu diesem Denkmal hochladen | Wallanlage                                              | Ca. 1 km nördlich, auf dem Singer Berg |           | Bodendenkmal |    |

### Traßdorf
| Bild                                    | Bezeichnung                         | Lage     | Datierung | Beschreibung | ID |
| --------------------------------------- | ----------------------------------- | -------- | --------- | ------------ | -- |
| Fotos hochladen                         | Grab eines unbekannten KZ-Häftlings | Friedhof |           |              |    |
| weitere Bilder Fotos hochladen          | Kirche                              | (Karte)  |           |              |    |
| Direkt Bild zu diesem Denkmal hochladen | Grabstein                           | Kirchhof |           |              |    |